# Criptovaluta

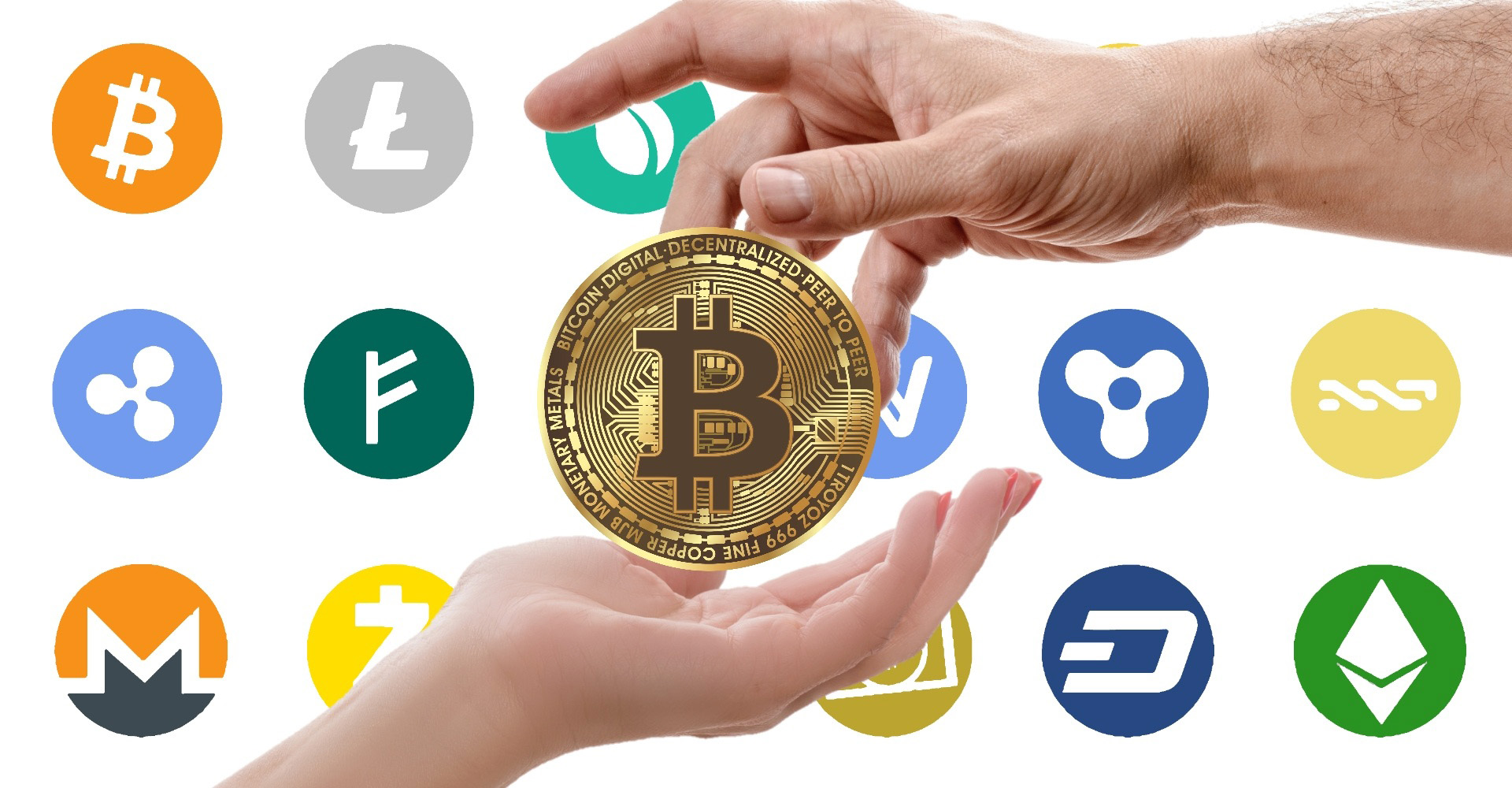
Loghi di varie criptovalute

Una criptovaluta o criptomoneta (in inglese cryptocurrency) è una valuta digitale, basata sulla crittografia e più in particolare sulla tecnologia della blockchain. Il sistema crittografico della blockchain impedisce la contraffazione e la duplicazione delle unità di moneta, e garantisce che il loro possessore sia unico. 
Tipicamente le criptovalute non sono emesse né regolate da alcuna autorità centrale, a differenza delle monete tradizionali. Anche questa caratteristica deriva dalla natura delle blockchain, che tipicamente si basano su una rete P2P, decentralizzata e governata solamente dal proprio protocollo.
Le criptovalute possono essere utilizzate per acquisti e scambi tramite appositi strumenti informatici.

## Definizione formale
Secondo Jan Lansky, una criptovaluta è un sistema che soddisfa sei condizioni:
1. Il sistema non richiede un'autorità centrale, il suo stato è mantenuto attraverso un consenso distribuito.
2. Il sistema mantiene un controllo delle unità di criptovaluta e della loro proprietà.
3. Il sistema determina se possono essere create nuove unità di criptovaluta. Se tali unità si possono creare, il sistema definisce la loro origine e come determinare il loro possessore.
4. La proprietà di una criptovaluta può essere provata solo crittograficamente.
5. Il sistema consente di eseguire transazioni nelle quali avviene un cambio di proprietà delle unità crittografiche. La conferma della transazione può essere rilasciata solo da un ente che può provare la proprietà delle criptovalute oggetto della transazione.
6. Se vengono date simultaneamente due diverse istruzioni per il cambio di proprietà delle stesse unità crittografiche, il sistema esegue al massimo una delle due.

## Storia

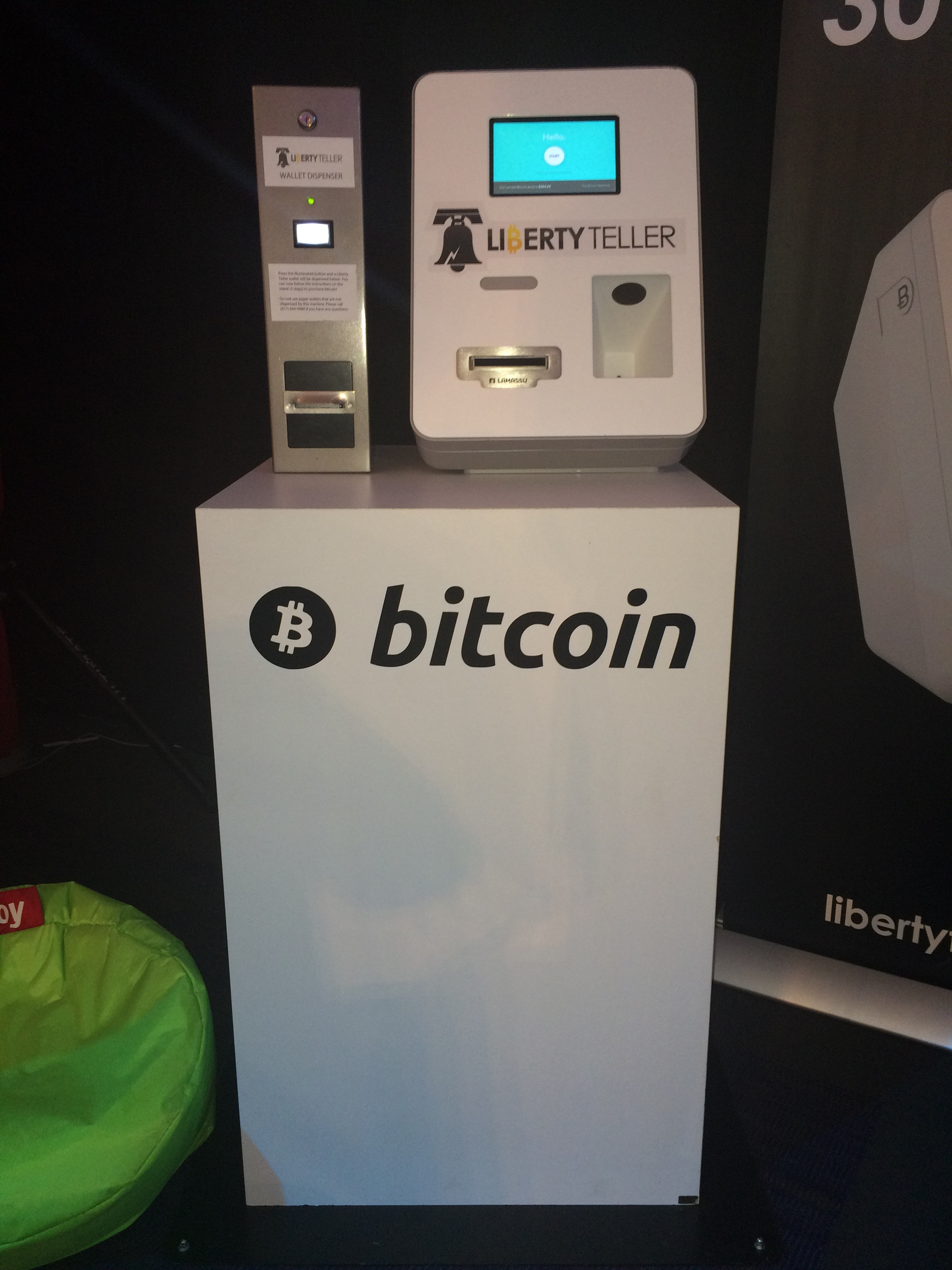
Uno sportello automatico Bitcoin

La prima criptovaluta, e la più nota, è il Bitcoin, creato nel 2008. Ad oggi (2025) esistono oltre 10 000 criptovalute.
Sono state definite oltre trenta diverse specifiche e protocolli per lo più simili o derivati dal Bitcoin. Dal 2009 sono nate nel mondo numerose criptovalute, definite AltCoin (Alternative Coin, ovvero monete alternative). Le AltCoin, secondo i loro sviluppatori, hanno caratteristiche che il Bitcoin non possiede.
La tecnologia blockchain non è ancora stata chiarita del tutto dal punto di vista legale e legislativo, ma i governi stanno cercando di andare nella direzione di un progressivo aggiornamento: nel 2017, per esempio, lo Stato del Nevada, Stati Uniti, ha approvato una legge per la completa liberalizzazione della blockchain. Questa visione non è condivisa da tutti però: per esempio sempre negli Stati Uniti, lo Stato di New York ha imposto leggi molto ferree per chi faccia uso di questa tecnologia per scambi monetari, con una condanna anche di espulsione dallo stesso Stato.
Alcuni Stati, tra cui il Giappone, hanno riconosciuto al Bitcoin corso legale, e dunque in questi Stati può essere usato legalmente al posto della valuta locale.
La maggior parte delle criptomonete sono progettate per introdurre gradualmente nuove unità di valuta, ponendo un tetto massimo alla quantità di moneta che sarà in circolazione. Ciò viene fatto sia per imitare la scarsità (e il valore) dei metalli preziosi, sia per evitare l'iperinflazione.
Comparate con le valute ordinarie gestite dagli istituti finanziari o tenute come contante, le criptomonete sono meno suscettibili a confische da parte delle autorità. Le transazioni effettuate con le criptomonete offrono un buon livello di privacy, grazie alla caratteristica di pseudonimia degli utilizzatori. Il livello di privacy varia a seconda del protocollo utilizzato, ed è totale per quelle criptovalute (quali Monero, Dash, Zcash) che utilizzano il sistema di validazione "a conoscenza zero" (zero knowledge), grazie al quale non viene scambiata nessuna informazione delle parti. Alcuni ricercatori hanno trovato vulnerabilità nell'implementazione del protocollo usato da Monero, in particolare sono stati in grado di ricostruire la storia delle transazioni avvenute sulla catena di Monero fino a gennaio 2017. Attacchi simili sono stati portati a compimento anche nei confronti di Dash e Zcash.
Per quanto riguarda l'Italia, una definizione di criptovaluta ci è attualmente offerta dalla normativa (AML, V direttiva), che descrive la criptovaluta come una «rappresentazione di valore digitale che non è emessa o garantita da una banca centrale o da un ente pubblico, non è necessariamente legata a una valuta legalmente istituita, non possiede lo status giuridico di valuta o moneta, ma è accettata da persone fisiche e giuridiche come mezzo di scambio e può essere trasferita, memorizzata e scambiata elettronicamente». Per quanto concerne la blockchain, è stata riconosciuta all'interno dell'ordinamento giuridico italiano con il decreto-legge 14 dicembre 2018, n. 135, convertito con modificazioni dalla legge 11 febbraio 2019, n. 12, all'interno della quale è stato altresì riconosciuto il valore legale di ogni informazione registrata sulla blockhain. Nella stessa legge si fa riferimento agli smart contract, mentre non viene riconosciuta alcuna ulteriore definizione di criptovaluta.
Gli smart contract, espressione traducibile in italiano come "contratti intelligenti", sono contratti inscritti sulla blockchain ed eseguibili in maniera automatica senza bisogno di alcun intermediario al verificarsi di determinate condizioni. Sono applicabili in diversi ambiti della vita quotidiana: nell'acquisto di immobili, nel tracciamento delle merci, nelle vendite in contrassegno o negli acquisti a rate.
Trump meme coin ($TRUMP)
Il 17 gennaio 2025 è stato lanciato il Trump meme coin ($TRUMP), tre giorni prima dell'inaugurazione di Donald Trump come presidente degli Stati Uniti. Inizialmente, l'assenza di annunci ufficiali aveva sollevato dubbi sulla sua autenticità, ma Trump ha poi confermato il progetto sui social. Descritto come "l'unico meme ufficiale di Trump", il logo raffigura una caricatura di Trump con il pugno alzato. La criptovaluta non è promossa come investimento né legata a campagne politiche. Dopo il lancio, il valore del token è aumentato del 300%, raggiungendo il 19º posto tra le criptovalute mondiali con un valore di mercato vicino ai 13 miliardi di dollari. Due entità controllate da Trump possiedono l'80% dei token, con un rilascio graduale previsto in tre anni. Il 19 gennaio, Melania Trump ha lanciato il suo meme coin, $Melania.

## Criptovalute alternative

### Altcoin
Il termine AltCoin, abbreviazione di Alternative Coin, ha più definizioni: Stephanie Yang ha definito le AltCoins come "valute digitali alternative", mentre Paul Vigna ha descritto l'AltCoin come una "versione alternativa del Bitcoin". Aaron Hankins definisce altcoin qualsiasi criptovaluta che differisca dal Bitcoin.
Le AltCoin hanno spesso differenze di fondo con i Bitcoin. Ad esempio, Litecoin mira a elaborare un blocco ogni 2,5 minuti, anziché i 10 minuti di Bitcoin, il che consente a Litecoin di confermare le transazioni più velocemente del Bitcoin. Un altro esempio è Ethereum, che ha una funzionalità di contratto intelligente che consente di eseguire applicazioni decentralizzate sulla sua blockchain. Ethereum è stata la blockchain più utilizzata nel 2020, secondo Bloomberg News. Nel 2016, secondo il New York Times, ha avuto il più grande "seguito" di qualsiasi altra AltCoin.
I rally significativi nei mercati delle AltCoin vengono spesso definiti "Altseason".

### Crypto token
I Crypto token, o gettoni crittografici, forniscono servizi diversi dal semplice pagamento, tramite la blockchain. Ad esempio, gli smart contract e la tokenizzazione, ovvero la possibilità di rappresentare il valore di un certo bene o azione tramite token e gestirli tramite blockchain.

### Memecoin
Le memecoin sono criptovalute ispirate ai meme su internet e sui social media. Sono delle criptovalute altamente volatili che sono guidate dalla comunità e possono guadagnare popolarità rapidamente grazie alle approvazioni online e alla FOMO (Fear Of Missing Out). Tuttavia, il loro prezzo può anche crollare inaspettatamente quando i trader rivolgono la loro attenzione alla prossima memecoin. Un’altra caratteristica tipica delle memecoin è che il loro valore è alto o illimitato.

### Stable coin
Si definiscono stable coins le criptovalute che a differenza del Bitcoin hanno un prezzo stabile perché vincolato a un mezzo di scambio stabile; è detta Global Stable Coin (GSC) la criptovaluta rilasciata da una Big Tech Company (es. Facebook con Libra).
Non tutte le stable coin funzionano allo stesso modo sia da un punto di vista del protocollo tecnico che da un punto di vista della stabilizzazione finanziaria del prezzo. In generale possiamo suddividere il meccanismo di stabilizzazione in tre grandi categorie:
- collaterale in moneta fiat: il token viene emesso a fronte di un collaterale in moneta fiat custodito da un ente fidato che fornisce garanzia di liquidazione, ricadono in questa categoria i big del settore come ad esempio USDT Tether, USDC di Circle, Stasis Euro.
- collaterale in altre valute decentralizzate: il token viene emesso da uno smart contract a fronte di un collaterale in criptomoneta che può essere liquidato programmaticamente, ricade in questa categoria il token DAI di MakerDAO.
- senza collaterale e attraverso la creazione di un supply elastico basato sullo stesso principio delle banche centrali ma senza banche centrali, ad esempio le Seignorage Shares implementate nel progetto Basis e Carbon.

## Valute nazionali
Le società hanno presumibilmente suggerito soluzioni monetarie basate sulla blockchain nei seguenti paesi: 
- e-Dinar, valuta nazionale della Tunisia, fu la prima moneta di Stato a usare la tecnologia blockchain.[25]
- ECFA, valuta nazionale del Senegal basata sulla blockchain.[26]
- Petro, moneta sperimentale, ispirata a un white paper di origine russa, che è stata utilizzata in Venezuela nel periodo 2018-24 per contrastare l'iperinflazione[27].
- SOV, la valuta basata su Algorand adottata nelle Isole Marshall.[28]
- yuan digitale (e-CNY)[29]
- Bitcoin usata in El Salvador[30][31] e nella Repubblica Centrafricana[32]

## Architettura

### Blockchain
La validità delle monete di ciascuna criptovaluta è fornita da una blockchain. Una blockchain è un elenco di record in continua crescita, chiamati blocchi, che sono collegati e protetti usando la crittografia.
Ogni blocco contiene, in genere, un puntatore hash come collegamento a un blocco precedente, una marca temporale e dati sulle transazioni. Per costruzione le blockchain sono intrinsecamente resistenti alle modifiche dei dati. È "un registro aperto e distribuito che può registrare transazioni tra due parti in modo efficiente e in modo verificabile e permanente". Per l'utilizzo come libro mastro distribuito, una blockchain viene generalmente gestita da una rete peer-to-peer che aderisce collettivamente a un protocollo per la convalida di nuovi blocchi. Una volta registrati, i dati in un dato blocco non possono essere modificati retroattivamente senza la modifica di tutti i blocchi successivi, il che richiede la collusione della maggioranza della rete.
Una blockchain è sicura per costruzione ed è un esempio di un sistema di calcolo distribuito con elevata tolleranza agli errori. Risolve il problema di doppia spesa senza la necessità di un'autorità attendibile o di un server centrale.
Il tempo di blocco è il tempo medio impiegato dalla rete per generare un blocco aggiuntivo nella blockchain. Alcune blockchain creano un nuovo blocco con frequenza ogni cinque secondi.

### Marcature temporale
La marcatura temporale (time stamping) garantisce data e ora certi per un documento informatico al momento della sua apposizione.
Il servizio di marcatura temporale di un documento informatico, consiste nella generazione, da parte di una Autorità di Certificazione, di una firma digitale del documento (anche aggiuntiva rispetto a quella del sottoscrittore) cui è associata l'informazione relativa a una data e a un'ora certa.
Le criptovalute utilizzano vari schemi di marcature temporale per evitare la necessità di una terza parte attendibile per le registrazioni di timestamp aggiuntive alla blockchain.

#### Schemaproof-of-work
Il primo schema di timestamp inventato fu lo schema di proof-of-work. Gli schemi di proof-of-work più utilizzati sono basati su SHA-256 e scrypt.

#### Proof-of-stake e schemi combinati
Alcune criptovalute usano uno schema combinato di proof-of-work / proof-of-stake. Il proof-of-stake è un metodo per proteggere una rete di criptovaluta e una certa quantità di valuta di loro proprietà. È diverso dai sistemi di proof-of-work che eseguono algoritmi di hash complessi per convalidare le transazioni elettroniche. Lo schema dipende in gran parte dalla moneta, e al momento non esiste una forma standard.

### Mining

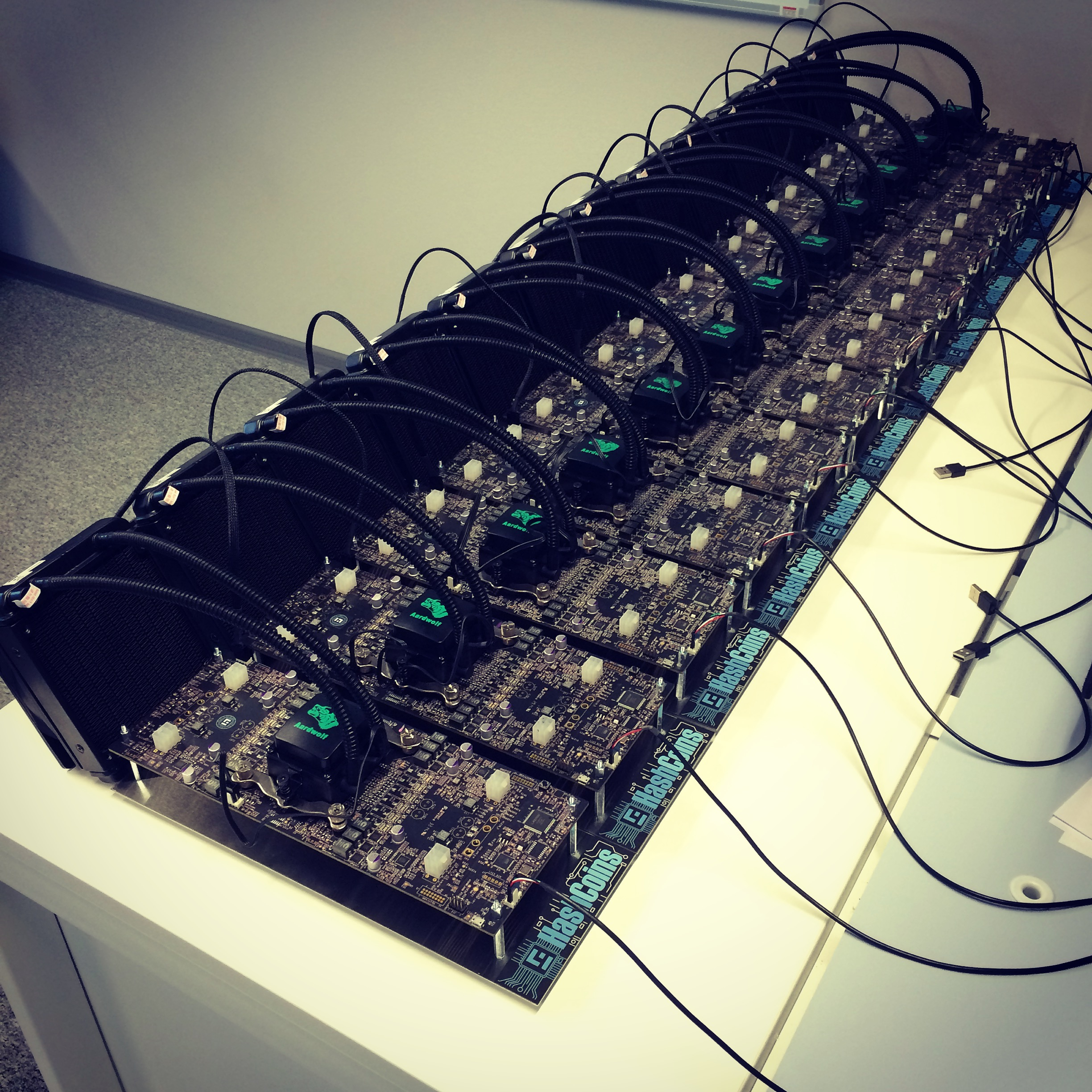
Hashcoin mine

Il mining si presenta come uno degli strumenti per la convalida delle transazioni nella rete di una criptovaluta. Il minatore è un individuo o società che investe potenza di elaborazione per ottenere come ricompensa una parte della stessa criptovaluta. La ricompensa diminuisce le commissioni di transazione creando un incentivo per contribuire alla potenza di elaborazione della rete. La velocità di generazione degli hash, che convalidano qualsiasi transazione, è stata aumentata dall'uso di macchine specializzate come FPGA e ASIC che eseguono algoritmi di hashing complessi come SHA-256 e Scrypt.
Questa continua "corsa agli armamenti" per macchine meno costose ma efficienti è attiva dal giorno in cui la prima criptovaluta, Bitcoin, è stata introdotta nel 2009. Con più persone che si sono avventurate nel mondo delle monete virtuali, la generazione di hash per questo tipo di convalida è diventata molto più complessa nel corso degli anni, con i minatori che devono investire ingenti somme di denaro impiegando più ASIC ad alte prestazioni. Pertanto, il valore della valuta ottenuta per trovare un hash spesso non giustifica la quantità di denaro speso per l'installazione delle macchine, le strutture di raffreddamento per superare l'enorme quantità di calore che producono e l'elettricità necessaria per gestirle.
Questo processo comporta un consumo molto alto di elettricità, che ha un impatto sull'ambiente: per ogni singola transazione si consumano intorno ai 150 kWh che equivalgono a circa 20 euro, per questo i minatori sono localizzati in paesi come Cina, la Mongolia e l'Ucraina, luoghi dove l'elettricità ha un costo inferiore.
Alcuni minatori utilizzano la rete per condividere il carico di lavoro. Una quota viene assegnata ai membri di questo gruppo minerario in base alla quantità di lavoro svolto e presentando una proof-of-work parziale valida.
Date le preoccupazioni economiche e ambientali associate al mining, esistono già varie criptovalute che superano il sistema di mining, ossia il proof-of-work con il proof-of-stake (vedi Cardano, Eos, Algorand, Atom) e altre sono in fase di sviluppo o transizione, come Ethereum.
Nel marzo del 2018 Plattsburgh, una città nella parte settentrionale dello Stato di New York, mise una moratoria di 18 mesi su tutte le miniere di criptovalute, nel tentativo di preservare le risorse naturali e il "carattere e la direzione" della città.
Dal 2018, il governo cinese ha costantemente ostacolato e ristretto il mining di criptovaluta. Con l'ultimo provvedimento a maggio 2021, le autorità della provincia del Sichuan hanno ordinato la chiusura di tutte le imprese che si occupano di estrazione di criptovalute. L'esodo verso paesi con abbondanza di elettricità proveniente da fonti rinnovabili come l'idroelettrico e il solare ha favorito nel corso degli anni paesi come il Canada e l'Islanda, ma anche Stati USA a trazione principalmente fossile stanno implementando programmi per l'insediamento di attività di mining di criptovalute.

### Anonimato
La maggior parte delle criptovalute non sono anonime ma sono pseudonime, in quanto la criptovaluta all'interno di un portafoglio virtuale non è legata alle persone, ma piuttosto a una o più chiavi specifiche (o "indirizzi"). In tal modo, i proprietari di criptovalute non sono identificabili, ma tutte le transazioni sono pubblicamente disponibili nella blockchain.
Alcune valute chiamate "privacy coins", come ad esempio Monero, mirano a risolvere questo problema usando tecniche di offuscamento delle transazioni.
Agli inizi del 2018, la Corea del Sud ha vietato le transazioni anonime in criptovalute, obbligando gli intermediari di pagamento a rigettare o terminare qualsiasi transazione che non permetta di verificare la controparte e la legittimità dei fini dello scambio e del reperimento delle risorse finanziarie.

## Regolamentazione in aumento
L'aumento della popolarità delle criptovalute e la loro adozione da parte delle istituzioni finanziarie ha portato alcuni governi a valutare se sia necessaria una regolamentazione per proteggere gli utenti. La Financial Action Task Force (GAFI) ha definito i servizi relativi alle criptovalute come "fornitori di servizi di asset virtuali" (VASP) e ha raccomandato che siano regolamentati con lo stesso riciclaggio di denaro (AML) e che conoscano i requisiti del cliente (KYC) delle istituzioni finanziarie.
Nel maggio 2020, il gruppo di lavoro congiunto sugli standard di messaggistica interVASP ha pubblicato "IVMS 101", un linguaggio comune universale per la comunicazione delle informazioni richieste sull'originatore e sul beneficiario tra i VASP. Il GAFI e le autorità di regolamentazione finanziaria sono state informate durante lo sviluppo del modello di dati.
Nel giugno 2020, il GAFI ha aggiornato le sue linee guida per includere la "Regola di viaggio" per le criptovalute, una misura che impone ai VASP di ottenere, conservare e scambiare informazioni sugli originatori e sui beneficiari dei trasferimenti di risorse virtuali. Le successive specifiche del protocollo standardizzato hanno consigliato l'utilizzo di JSON per l'inoltro dei dati tra VASP e servizi di identità. A dicembre 2020, il modello di dati IVMS 101 deve ancora essere finalizzato e ratificato dai tre organismi di definizione degli standard globali che lo hanno creato.
La Commissione europea ha pubblicato una strategia di finanza digitale nel settembre 2020. Ciò includeva un progetto di regolamento sui mercati delle criptovalute, che mirava a fornire un quadro normativo completo per le risorse digitali nell'UE.
Il 10 giugno 2021, il Comitato di Basilea per la vigilanza bancaria ha proposto che le banche che detenevano attività in criptovaluta debbano accantonare un capitale per coprire tutte le potenziali perdite. Ad esempio, se una banca dovesse detenere bitcoin per un valore di $ 2 miliardi, dovrebbe mettere da parte un capitale sufficiente per coprire l'intero $ 2 miliardi. Questo è uno standard più estremo rispetto a quello a cui le banche sono generalmente tenute quando si tratta di altre attività. Tuttavia, questa è una proposta e non un regolamento.
Il FMI sta cercando un approccio coordinato, coerente e completo alla supervisione delle criptovalute. Tobias Adrian, consigliere finanziario del FMI e capo del dipartimento dei mercati monetari e dei mercati dei capitali, ha dichiarato in un'intervista del gennaio 2022 che "Accettare le normative globali non è mai veloce. Ma se iniziamo ora, possiamo raggiungere l'obiettivo di mantenere la stabilità finanziaria godendo allo stesso tempo del vantaggi che le innovazioni tecnologiche sottostanti apportano,"

### Regno Unito
Nel Regno Unito, a partire dal 10 gennaio 2021, tutte le società di criptovalute, come borse, consulenti e professionisti che hanno una presenza, commercializzano prodotti o forniscono servizi nel mercato britannico devono registrarsi presso la Financial Conduct Authority. Inoltre, il 27 giugno 2021, l'organismo di vigilanza finanziaria ha chiesto a Binance, il più grande scambio di criptovalute del mondo, la cessazione di tutte le attività regolamentate nel Regno Unito. Alcuni commentatori credono che questo sia un segno di ciò che accadrà in termini di rigorosa regolamentazione del mercato delle criptovalute nel Regno Unito.

### Unione Europea
La Commissione europea, partendo da degli studi di settore iniziati nel 2018, ha pubblicato una strategia di finanza digitale nel settembre 2020 ed è poi arrivata a far approvare nel maggio 2023 un quadro normativo completo per le risorse digitali nel territorio della UE: il Markets in Crypto-Assets (MiCA), entrato progressivamente in vigore nel 2024.

### Stati Uniti
Nel 2021, 17 stati hanno approvato leggi e risoluzioni sulla regolamentazione delle criptovalute. La Securities and Exchange Commission (SEC) degli Stati Uniti sta valutando quali passi intraprendere. L'8 luglio 2021, la senatrice Elizabeth Warren, che fa parte della commissione bancaria del Senato, ha scritto al presidente della SEC chiedendogli di fornire risposte sulla regolamentazione delle criptovalute entro il 28 luglio 2021, a causa dell'aumento dell'uso dello scambio di criptovalute e il pericolo che ciò comporta per i consumatori. Il 17 febbraio 2022, il dipartimento di giustizia ha nominato Eun Young Choi primo direttore di una squadra nazionale per l'applicazione delle criptovalute per aiutare a identificare e gestire l'uso improprio di criptovalute e altre risorse digitali.

### Cina
Il 18 maggio 2021 la Cina ha vietato agli istituti finanziari e alle società di pagamento di fornire servizi relativi alle transazioni di criptovaluta. Ciò ha portato a un forte calo del prezzo delle più grandi criptovalute proof of work. Ad esempio, Bitcoin è sceso del 31%, Ethereum è sceso del 44%, Binance Coin è sceso del 32% e Dogecoin del 30%. Proof of work mining è stato l'obiettivo successivo, con le autorità di regolamentazione nelle regioni minerarie popolari che hanno citato l'uso di elettricità generata da fonti altamente inquinanti come il carbone per creare Bitcoin ed Ethereum.
Nel settembre 2021, il governo cinese ha dichiarato illegali tutte le transazioni di criptovaluta di qualsiasi tipo, completando la repressione della criptovaluta.

### Sudafrica
Si dice che il Sudafrica, che ha assistito a una grande quantità di truffe legate alla criptovaluta, stia mettendo in atto una tempistica normativa, che produrrà un quadro normativo. La più grande truffa si è verificata nell'aprile 2021, quando i due fondatori di uno scambio di criptovalute con sede in Africa chiamato Africrypt, Raees Cajee e Ameer Cajee, sono scomparsi con 3,8 miliardi di dollari in Bitcoin. Inoltre, Mirror Trading International è scomparsa con 170 milioni di dollari di criptovaluta nel gennaio 2021.

### Corea del Sud
Nel marzo 2021, la Corea del Sud ha implementato una nuova legislazione per rafforzare la supervisione delle risorse digitali. Questa normativa richiede che tutti i gestori di asset digitali, i fornitori e gli scambi siano registrati presso la Korea Financial Intelligence Unit per poter operare in Corea del Sud. La registrazione a questa unità richiede che tutti gli scambi siano certificati dal Sistema di gestione della sicurezza delle informazioni e che assicurino che tutti i clienti abbiano conti bancari a nome reale, che l'amministratore delegato e i membri del consiglio degli scambi non siano stati condannati per alcun reato e che lo scambio sia sufficiente livelli di assicurazione dei depositi per coprire le perdite derivanti da hack.

### Turchia
La banca centrale turca, la Banca centrale della Repubblica di Turchia, ha vietato l'uso di criptovalute e criptovalute per effettuare acquisti dal 30 aprile 2021, in quanto l'uso di criptovalute per tali pagamenti comporta rischi di transazione significativi.

### El Salvador
Nel 2021, El Salvador ha adottato il Bitcoin come moneta a corso legale, divenendo così il primo Stato a compiere tale scelta.

### India
Al momento, l'India non proibisce né consente investimenti nel mercato delle criptovalute. Nel 2020, la Corte Suprema dell'India aveva revocato in modo specifico il divieto di criptovaluta, imposto dalla Reserve Bank of India. Da allora l'investimento in criptovaluta è considerato legittimo sebbene sussistano ancora ambiguità sulle questioni relative all'entità e al pagamento dell'imposta sul reddito maturato in quel momento e anche sul suo regime normativo. Ma si prevede che il parlamento indiano approverà presto una legge specifica per vietare o regolamentare il mercato delle criptovalute in India. Esprimendo la sua opinione di politica pubblica sul mercato indiano delle criptovalute a una nota pubblicazione online, un importante avvocato di politica pubblica e vicepresidente della SAARCLAW (Associazione dell'Asia meridionale per la cooperazione regionale in diritto) Hemant Batra ha affermato che il "mercato delle criptovalute ha ora è diventato molto grande con il coinvolgimento di miliardi di dollari nel mercato, quindi è ora irraggiungibile e inconciliabile per il governo vietare completamente ogni tipo di criptovaluta e il suo commercio e investimento". Ha proposto di regolamentare il mercato delle criptovalute piuttosto che vietarlo completamente. Ha preferito seguire le linee guida del FMI e del GAFI a questo riguardo.

## Approfondimenti economici
Le criptovalute vengono principalmente utilizzate su internet attraverso circuiti esterni al sistema bancario, ponendosi come alternativa ai tradizionali sistemi di pagamento e di riserva di valore.

### Andamento della capitalizzazione di mercato
La capitalizzazione di mercato delle criptovalute è variata considerevolmente nel corso degli ultimi anni:
- Nel 2017 si è verificato un incremento della capitalizzazione di mercato da 30 a 800 miliardi di dollari.
- Nel 2018 è scesa a 450 miliardi di dollari.[55]
- Nel primo trimestre del 2020 è scesa fino a 280 miliardi di USD.[56]
- A novembre 2020 la capitalizzazione di mercato si aggira intorno ai 530 miliardi di USD, e Bitcoin detiene circa il 65% dell'intera capitalizzazione con i suoi 342 miliardi di USD.
- A ottobre del 2021 la capitalizzazione del mercato supera i 2.000 miliardi di euro, con il Bitcoin che detiene il 45% del mercato grazie agli oltre 930 miliardi di euro di capitalizzazione.
- Il 9 novembre del 2021 la capitalizzazione del mercato supera, per la prima volta, la soglia dei 2.500 miliardi di Euro, con il Bitcoin che detiene circa il 43,5% del mercato, superando quindi la soglia dei 1.100 miliardi di euro.

### Competizione tra criptovalute
Al 30 marzo 2023 il sito CoinMarketCap riporta 23.100 diverse criptovalute scambiate sui vari exchange.

### Indici
Un indice viene utilizzato come strumento di misura per l'andamento di un mercato. Esistono vari metodi per costruire un indice, e anche nel settore delle criptovalute ne sono stati creati alcuni.

#### Cripto indice CRIX
L'indice CRIX è il frutto di uno studio della Università Humboldt di Berlino, della Singapore Management University e della società CoinGecko.
Utilizza un algoritmo che tiene in considerazione i frequenti cambiamenti del mercato, con la creazione continua di nuove criptovalute e i pochi volumi di scambio di alcune di esse. Per questo motivo, il numero di componenti di questo indice è rivisto ogni tre mesi. Si tratta dunque di un indice "dinamico".

#### CCI30 Crypto Currencies Index
L'indice CCI30 è costituito dalle 30 criptovalute con la più grande capitalizzazione di mercato. È stato creato da un'équipe di matematici, analisti quantitativi e trader, guidati dal professor Igor Rivin e da Carlo Scevola, economista e imprenditore. Tali componenti sono pesati in base alla radice quadrata della capitalizzazione di mercato, opportunamente filtrata.
La composizione dell'indice è rivista ogni tre mesi, utilizzando la media mobile esponenziale della capitalizzazione di mercato.
L'indice CCI30 viene calcolato a partire dal 1º gennaio 2015, con un valore impostato arbitrariamente a 100.
Il CCI30 è disponibile gratuitamente al pubblico, e può essere replicato dai fondi che seguono una strategia di investimento passiva.

## Controversie

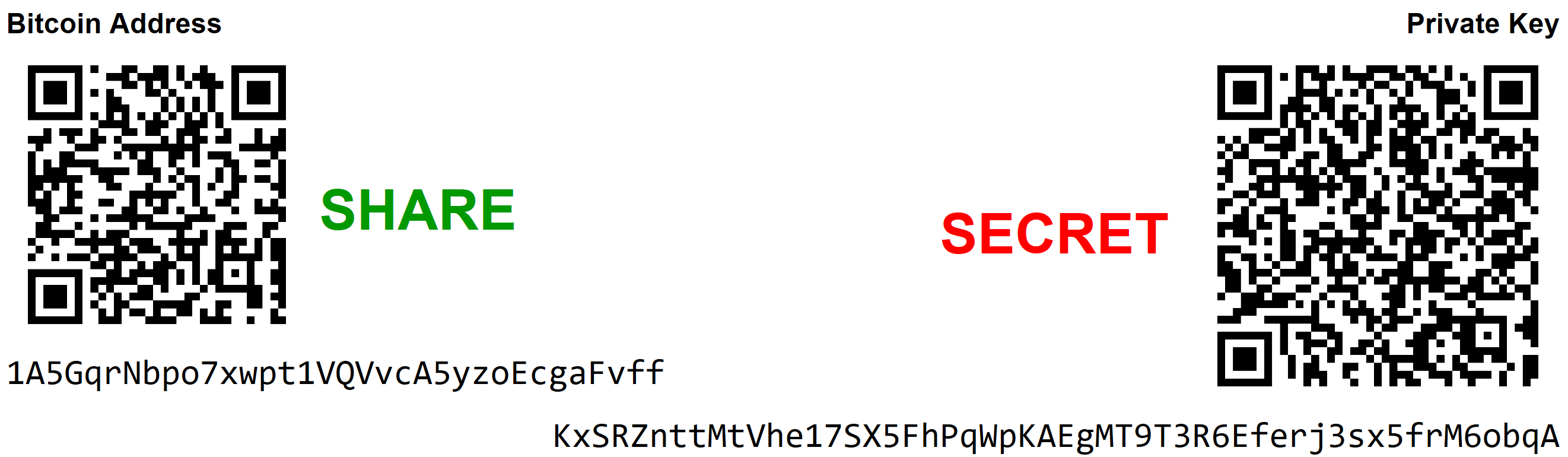
Un esempio di portafoglio bitcoin stampabile su carta composto da un indirizzo bitcoin per la ricezione e la corrispondente chiave privata per la spesa

### Rischi e possibili provvedimenti futuri
Bitcoin comporta anche dei rischi, tra i quali: assenza di forme di tutela o garanzie delle somme depositate, smarrimenti della chiave d'accesso al sistema e volatilità elevata. Nei confronti delle cripto-attività sono in astratto possibili quattro modelli regolamentari: ignorare il fenomeno; applicare le stesse regole che valgono per servizi finanziari simili; inventare nuove norme; vietarle. Sia Bitcoin sia altre cripto-attività, d'altro canto come il denaro contante, possono essere usate per attività illegali: per contrastarle, molti paesi avanzati hanno introdotto misure ad hoc. La scelta di vietare le cripto-attività cozza con i principi di società che si definiscono liberali. Le autorità di supervisione hanno messo in guardia dai rischi che si corrono: ogni cittadino dovrebbe impiegare in Bitcoin solo somme che può permettersi di perdere. L'investitore privato può avvalersi di sistemi in grado di proteggere l'investimento attraverso software per la simulazione finanziaria in grado di evidenziare il rischio che tale strumento, ad alta speculazione, può concorrere al proprio patrimonio personale.
L'autorità finanziaria elvetica, la FINMA, ha stabilito il principio per cui le criptovalute che pretendono di incorporare diritti dei detentori e doveri dell'emittente dovrebbero essere regolate di conseguenza. Tuttavia gran parte delle criptovalute non generano alcuna obbligazione a carico dell'emittente, ossia non lo impegnano in alcun modo. Chi le emette sul mercato potrebbe anche "scappare con la cassa". Chi le compra non fa un investimento, ma una speculazione (ed è bene che lo faccia soltanto con denaro che è disposto a perdere). Dietro a un investimento c'è sempre un'attività produttiva, mentre una speculazione è sorretta unicamente dall'aspettativa di guadagno. Come per qualunque investimento, ogni reale successo dipende in ultima istanza dal prevalere dell'impresa produttiva sulla sterile speculazione. Ed è difficile immaginare che ciò avvenga senza un'adeguata regolamentazione che sappia arginare il gioco d'azzardo e incoraggiare lo spirito d'intrapresa (Fantacci, 2018c). Invece, l'idea diffusa fra molti fautori delle criptovalute è che la competizione fra una molteplicità di monete digitali si incaricherà di far emergere quelle maggiormente capaci di assicurare ai loro utenti un potere d'acquisto ragionevolmente costante. La stabilità è vista come esito auspicato e possibile della concorrenza monetaria, secondo la tesi propugnata da Von Hayek, in particolare nel saggio sulla Denazionalizzazione della moneta. Tuttavia, vi sono almeno due buoni motivi per ritenere che la competizione fra criptovalute non porti affatto alla loro stabilizzazione.

### Bolle speculative
La diffusione delle criptovalute ha esposto alcuni problemi economici: uno di questi è la possibilità di descrivere queste monete con il termine bolla speculativa. Questo significa che il grande aumento del valore di alcune di queste monete, in primis Bitcoin, si fonderebbe non su caratteristiche economiche vere e proprie, e potrebbe portare forti disagi nel futuro per chi ha investito.
Nonostante questo, Bitcoin è stato uno dei migliori asset del 2020, soprattutto nella ripresa dopo la pandemia di COVID-19, segnando guadagni nettamente superiori ad asset come i metalli preziosi o rispetto alle borse globali. Negli ultimi cinque anni Bitcoin ha realizzato quattro anni in pieno profitto, rispettivamente: +96% (2015), +160% (2016), +965% (2017), +90% (2019).
Il 2018 è stato l'anno successivo al raggiungimento dei massimi storici (All Time High - ATH) intorno ai 20000 $, e ha subito una variazione di - 65%.
Attualmente (22 novembre 2020) la coppia Bitcoin/Dollari si aggira intorno ai 18500 $, segnando il +270% rispetto al 1º gennaio 2020.

### Attività illegali
Le caratteristiche delle criptovalute le hanno fatte considerare come un porto sicuro nella crisi bancaria del 2008 e come mezzo di pagamento; tuttavia la diffusione più significativa è avvenuta nel mercato nero, in particolar modo in Silk Road. L'originale Silk Road è stato chiuso nell'ottobre del 2013 e ci sono state due versioni in più in uso da quel momento. Negli anni seguenti dall'iniziale arresto di Silk Road, il numero dei famosi mercati neri si è ampliato da 2 a 12, mentre il numero di droghe è aumentato da 18 000 a 32 000.
È stato stimato nel 2022 che la percentuale di transazioni illecite è di circa il 23%, per un controvalore di 72 miliardi di dollari USA.
La pseudo-anonimità, l'immediatezza della transazione e le ampie zone grigie che contraddistinguono i criptomercati hanno attirato al loro interno le principali organizzazioni terroristiche islamiste, come Al Qaida e Stato Islamico, che nella seconda parte degli anni 2010 hanno avviato le prime campagne di finanziamento in criptovalute e iniziato le prime attività di speculazione e riciclaggio.
Un'importanza crescente nei criptomercati è inoltre giocata dalle organizzazioni criminali implicate nel traffico internazionale di sostanze stupefacenti. Fra il 2018 e il 2023 i cartelli messicani della droga hanno effettuato pagamenti in criptovalute per 37,8 milioni di dollari a grossisti cinesi di precursori del Fentanyl e altri oppioidi; una questione finita al centro dell'agenda estera dell'amministrazione Biden e che ha contribuito ad aggravare le relazioni tra Stati Uniti e Cina, con la seconda accusata di alimentare la crisi degli oppioidi in corso nei primi.

### Evasione fiscale
Il problema più grande riguardante le criptovalute potrebbe essere il danno causato da esse, a lungo andare, alle finanze dello Stato attraverso perdite di introiti per la mancanza di un'adeguata tassazione sui profitti.. Secondo alcuni autori, queste nuove valute rimanendo nello pseudoanonimato potrebbero servire da copertura per attività illegali, come il riciclaggio di denaro o l'evasione fiscale; se questo può avvenire attraverso l'utilizzo del denaro contante ottenendo a tutti gli effetti l'anonimato, ciò non è possibile se si utilizzano alcune criptovalute come, ad esempio, Bitcoin, poiché in questi casi il registro delle transazioni è di pubblico dominio e chiunque può consultarlo.
L'Australia è forse tra i primi paesi a prendere posizione sulla questione, introducendo nuove leggi antiriciclaggio e contro il finanziamento del terrorismo attraverso l'Ufficio di tassazione australiano (Australian Taxation Office, ATO) per tassare i profitti delle criptovalute.
Nell'Unione europea, per il principio di neutralità fiscale con riferimento alle valute estere, è stato definito che l'acquisto di criptovalute è esente IVA. Riguardo al pagamento di imposte sul cosiddetto capital gain, la vicenda è ancora controversa.

### Inquinamento
In uno studio accademico pubblicato nel 2018 su Nature è stato stimato che l'anidride carbonica prodotta dal solo Bitcoin causerà un aumento della temperatura globale di oltre 2 gradi Celsius in meno di 3 decadi. Inoltre, è necessaria più del doppio dell'energia per estrarre 1 dollaro in bitcoin rispetto a un dollaro di oro, argento o platino; Un altro studio accademico affermò come nell'anno 2019 il consumo di elettricità del bitcoin si è quadruplicato rispetto all'anno precedente..
Secondo digiconomist, sito citato da diverse testate giornalistiche, una singola transazione in Bitcoin consuma quanto 1 122 196 pagamenti con una carta Visa, equivalenti a 36 giorni di consumo elettrico di una casa di una famiglia media americana e pari a guardare youtube per 84 388 ore.
Si stima, secondo diverse testate indipendenti, tra cui CBS che solo il 40% dell'energia consumata dalle criptovalute sia da fonti rinnovabili, e il restante 60% provenga da combustibili fossili, stima confermata a settembre 2022 anche dall'università di Cambridge. Se il prezzo delle criptovalute salisse, salirebbero anche i consumi elettrici, nel 2021 pari a quelli dell'Argentina per il solo Bitcoin.
Michel Khazzaka in uno studio scientifico ha contestato i calcoli precedenti affermando che in realtà una transazione in bitcoin può accorpare anche mille o più transazioni provenienti da layer 2 di Bitcoin come il Lightening Network, sebbene nel 2022, a 5 anni dalla sua creazione, il Lightening Network continua ad essere sperimentale e scarsamente utilizzato, infatti nell'anno 2022 si ha una stima del suo utilizzo di 240 milioni di dollari di transazioni contro 11,5 miliardi di utilizzo del Bitcoin onchain, pari allo 0,0021%.
Elon Musk nel maggio 2021 ha affermato che Tesla non avrebbe più accettato pagamenti in bitcoin a causa dell'elevato inquinamento di carbonio prodotto dalla transazione, aggiungendo che il carbone, tra tutte, è la fonte di energia più dannosa per l'ambiente, anche la Banca Centrale Europea ha definito, in un suo comunicato ufficiale, che l'inquinamento da carbonio che provoca il bitcoin è "esorbitante".
La Banca d'Italia nel 2021 ha affermato, in una sua comunicazione ufficiale, che durante il 2019 il consumo elettrico dell'intera rete dei pagamenti con bonifico istantaneo e addebito diretto (TIPS) di tutta Europa è stato 40 000 volte meno della sola rete Bitcoin.
Secondo moneysupermarket.com, un sito che si occupa di consumi citato da Fortune, una singola transazione in bitcoin (come ad esempio comprare il latte) consuma 173 dollari di elettricità.
Wikipedia nel 2022 ha smesso, su richiesta di Wikimedia Foundation, dopo 8 anni, di accettare donazioni in criptovalute, proprio per la salvaguardia dell'ambiente.
Uno studio del 2022 pubblicato su Scientific Reports di Nature ha evidenziato come il danno ambientale, inteso come emissione di diossido di carbonio, del Bitcoin sia inferiore alla produzione di gas e benzina ma superiore a quello degli allevamenti intensivi di carne bovina, causando danni ambientali, nel quinquennio 2016-2021, pari a 12 miliardi di dollari, periodo nel quale non si ha avuto nessuna prova di transizione verso fonti di energia rinnovabile.

### Wash trading
In uno studio accademico pubblicato a dicembre del 2022 dal National Bureau of Economic Research si afferma, dopo avere osservato 29 exchanges regolamentati per 1 anno, che il 70% delle transazioni in crypto (incluse quelle in Bitcoin) è frutto di wash trading, ossia scambi fittizi in cui 2 controparti compiacenti vendono a loro stesse degli asset in maniera farlocca, alterandone sia i volumi che il prezzo.

### Crisi da carenza di schede video
Dal 2020 si è assistito a una carenza di reperibilità di schede video, causata da un duplice motivo: crisi dei materiali e della logistica causata dal coronavirus e la crescente richiesta dei miner di criptovalute. Le più richieste schede video del periodo, le Nvidia RTX 3080, andavano sold out in pochi minuti. È stato stimato che un apparato di mining contenesse circa 70-80 RTX 3080, generando un rendimento di 16 000 dollari al mese e consentisse al miner di recuperare l'investimento iniziale in schede video e andare in profitto in 6 mesi. La Nvidia per cercare di arginare il fenomeno ha impedito ad alcuni modelli delle sue schede video di funzionare per il mining.

### Opinione del Consiglio per la stabilità finanziaria
A febbraio 2022, il financial stability board ha affermato:
Morning Star afferma che il CSM: